# Coppa del Mondo di nuoto 2010
La XXII edizione della Coppa del Mondo di nuoto (FINA/Arena Swimming World Cup 2010) si disputò dal 10 settembre al 7 novembre 2010.
Il calendario della competizione tornò ad avere sette tappe in programma, dopo che erano scese a cinque nell'edizione precedente. Tokyo fece il suo debutto come sede, Rio de Janeiro e Pechino tornarono in programma rispettivamente dopo 5 e 10 anni di assenza, mentre le altre quattro sedi furono tutte confermate.
La coppa maschile andò al mistista Thiago Pereira, primo brasiliano a trionfare da quando esiste il ranking unico. Tra le donne, la svedese Therese Alshammar conquistò il suo terzo successo nella manifestazione.

## Calendario
| Cluster | # | Date              | Sede                    | Impianto                              |
| ------- | - | ----------------- | ----------------------- | ------------------------------------- |
| America | 1 | 10 - 12 settembre | Rio de Janeiro, Brasile | Maria Lenk Aquatic Complex            |
| Asia    | 2 | 12 - 13 ottobre   | Pechino, Cina           | Centro acquatico nazionale            |
| Asia    | 3 | 16 - 17 ottobre   | Singapore               | Singapore Sports School               |
| Asia    | 4 | 20 - 21 ottobre   | Tokyo, Giappone         | Tatsumi International Swimming Center |
| Europa  | 5 | 30 - 31 ottobre   | Berlino, Germania       | Europa-Sportpark                      |
| Europa  | 6 | 2 - 3 novembre    | Mosca, Russia           | Olympiisky Tcenter                    |
| Europa  | 7 | 6 - 7 novembre    | Stoccolma, Svezia       | Eriksdalsbadet                        |

## Classifiche finali

### Maschile
| Pos.    | Atleta                | Nazionale   | Tot. | Brasile (bandiera) | Cina (bandiera) | Singapore (bandiera) | Giappone (bandiera) | Germania (bandiera) | Russia (bandiera) | Svezia (bandiera) |
| ------- | --------------------- | ----------- | ---- | ------------------ | --------------- | -------------------- | ------------------- | ------------------- | ----------------- | ----------------- |
| Oro     | Thiago Pereira        | Brasile     | 178  | 25                 | 25              | 25                   | 13                  | 25                  | 25                | 40                |
| Argento | Darian Townsend       | Sudafrica   | 126  | -                  | 20              | 16                   | 7                   | 13                  | 20                | 50                |
| Bronzo  | Roland Schoeman       | Sudafrica   | 74   | -                  | 5               | 10                   | 5                   | 20                  | 2                 | 32                |
| 4       | Peter Marshall        | Stati Uniti | 47   | -                  | 16              | 3                    | -                   | 2                   | -                 | 26                |
| 5       | Naoya Tomita          | Giappone    | 36   | -                  | 13              | 7                    | 16                  | -                   | -                 | -                 |
| 6       | Henrique Rodrigues    | Brasile     | 26   | 20                 | -               | -                    | -                   | -                   | -                 | 6                 |
| 7       | Takeshi Matsuda       | Giappone    | 25   | -                  | -               | -                    | 25                  | -                   | -                 | -                 |
| 8       | Cameron van der Burgh | Sudafrica   | 23   | -                  | 10              | 13                   | -                   | -                   | -                 | -                 |
| 9       | Markus Rogan          | Austria     | 20   | -                  | -               | -                    | 20                  | -                   | -                 | -                 |
| 9       | Brian Jones           | Canada      | 20   | -                  | -               | 20                   | -                   | -                   | -                 | -                 |
| 9       | Sébastien Rouault     | Francia     | 20   | -                  | -               | -                    | -                   | -                   | -                 | 20                |
| 12      | Steffen Deibler       | Germania    | 19   | 16                 | -               | -                    | 2                   | 1                   | -                 | -                 |
| 13      | Markus Deibler        | Germania    | 16   | -                  | -               | -                    | -                   | 16                  | -                 | -                 |
| 13      | Danila Izotov         | Russia      | 16   | -                  | -               | -                    | -                   | -                   | 16                | -                 |
| 15      | Arkadij Vjatčanin     | Russia      | 15   | -                  | -               | -                    | -                   | 5                   | 10                | -                 |

### Femminile
| Pos.    | Atleta              | Nazionale   | Tot. | Brasile (bandiera) | Cina (bandiera) | Singapore (bandiera) | Giappone (bandiera) | Germania (bandiera) | Russia (bandiera) | Svezia (bandiera) |
| ------- | ------------------- | ----------- | ---- | ------------------ | --------------- | -------------------- | ------------------- | ------------------- | ----------------- | ----------------- |
| Oro     | Therese Alshammar   | Svezia      | 162  | 25                 | 5               | 25                   | 25                  | 16                  | 16                | 50                |
| Argento | Julia Smit          | Stati Uniti | 128  | -                  | 10              | 20                   | 20                  | 13                  | 25                | 40                |
| Bronzo  | Hinkelien Schreuder | Paesi Bassi | 60   | 10                 | 3               | 13                   | 1                   | 10                  | 13                | 10                |
| 4       | Dana Vollmer        | Stati Uniti | 45   | -                  | -               | -                    | -                   | 25                  | -                 | 20                |
| 5       | Angie Bainbridge    | Australia   | 33   | -                  | -               | -                    | -                   | 7                   | -                 | 26                |
| 6       | Camille Muffat      | Francia     | 32   | -                  | -               | -                    | -                   | -                   | -                 | 32                |
| 7       | Elaine Breeden      | Stati Uniti | 28   | -                  | 2               | 3                    | 10                  | -                   | 7                 | 6                 |
| 8       | Gao Chang           | Cina        | 25   | -                  | 25              | -                    | -                   | -                   | -                 | -                 |
| 9       | Femke Heemskerk     | Paesi Bassi | 20   | -                  | -               | -                    | -                   | 20                  | -                 | -                 |
| 9       | Liu Jing            | Cina        | 20   | -                  | 20              | -                    | -                   | -                   | -                 | -                 |
| 9       | Veronika Popova     | Russia      | 20   | -                  | -               | -                    | -                   | -                   | 20                | -                 |
| 9       | Gabriella Silva     | Brasile     | 20   | 20                 | -               | -                    | -                   | -                   | -                 | -                 |
| 13      | Belinda Hocking     | Australia   | 19   | -                  | -               | -                    | -                   | 5                   | -                 | 14                |
| 14      | Zhu Qianwei         | Cina        | 16   | -                  | 16              | -                    | -                   | -                   | -                 | -                 |
| 14      | Aya Terakawa        | Giappone    | 16   | -                  | -               | -                    | 16                  | -                   | -                 | -                 |

## Vincitori

### Rio de Janeiro
Fonte
| Gara         | Atleti                              | Perf.         | Gara  | Atleti                            | Perf.           | Gara   | Atleti                            | Perf.           |
| ------------ | ----------------------------------- | ------------- | ----- | --------------------------------- | --------------- | ------ | --------------------------------- | --------------- |
| Stile libero |                                     |               |       |                                   |                 |        |                                   |                 |
| 50 m         | César Cielo Filho Therese Alshammar | 21"16 24"46   | 200 m | Thiago Pereira Tatiana Lemos      | 1'45"28 1'58"08 | 800 m  | Sakiko Nakamura                   | 8'27"53         |
| 100 m        | César Cielo Filho Tatiana Lemos     | 47"16 54"20   | 400 m | Kenichi Doki Sakiko Nakamura      | 3'47"20 4'06"73 | 1500 m | Lucas Kanieski                    | 14'53"19        |
| Dorso        |                                     |               |       |                                   |                 |        |                                   |                 |
| 50 m         | Randall Bal Miyuki Takemura         | 23"46 27"12   | 100 m | Guilherme Guido Miyuki Takemura   | 51"44 58"01     | 200 m  | Arkadij Vjatčanin Miyuki Takemura | 1'51"92 2'06"24 |
| Rana         |                                     |               |       |                                   |                 |        |                                   |                 |
| 50 m         | Felipe Silva Joline Höstman         | 26"56 31"38   | 100 m | Felipe Silva Joline Höstman       | 57"64 1'07"44   | 200 m  | Kazuki Otsuka Joline Höstman      | 2'05"60 2'26"51 |
| Farfalla     |                                     |               |       |                                   |                 |        |                                   |                 |
| 50 m         | Steffen Deibler Therese Alshammar   | 22"49 25"35   | 100 m | Steffen Deibler Therese Alshammar | 50"67 57"04     | 200 m  | Leonardo De Deus Joanna Maranhão  | 1'53"78 2'09"72 |
| Misti        |                                     |               |       |                                   |                 |        |                                   |                 |
| 100 m        | Thiago Pereira Hinkelien Schreuder  | 52"35 1'00"65 | 200 m | Thiago Pereira Joanna Maranhão    | 1'52"72 2'12"56 | 400 m  | Thiago Pereira Joanna Maranhão    | 4'06"47 4'40"20 |

### Pechino
Fonte
| Gara         | Atleti                                 | Perf.       | Gara  | Atleti                           | Perf.           | Gara   | Atleti                        | Perf.           |
| ------------ | -------------------------------------- | ----------- | ----- | -------------------------------- | --------------- | ------ | ----------------------------- | --------------- |
| Stile libero |                                        |             |       |                                  |                 |        |                               |                 |
| 50 m         | Roland Schoeman Therese Alshammar      | 21"47 24"04 | 200 m | Darian Townsend Zhu Qianwei      | 1'44"27 1'53"32 | 800 m  | Ren Luomeng                   | 8'28"41         |
| 100 m        | Lyndon Ferns Ye Shiwen                 | 47"70 53"66 | 400 m | Zhang Zhongchao Liu Jing         | 3'46"00 4'00"55 | 1500 m | Zhang Zhibin                  | 15'05"59        |
| Dorso        |                                        |             |       |                                  |                 |        |                               |                 |
| 50 m         | Peter Marshall Gao Chang               | 23"38 26"00 | 100 m | Guilherme Guido Gao Chang        | 50"90 57"45     | 200 m  | Arkadij Vjatčanin Julia Smit  | 1'52"42 2'06"29 |
| Rana         |                                        |             |       |                                  |                 |        |                               |                 |
| 50 m         | Cameron van der Burgh Jennie Johansson | 26"36 30"68 | 100 m | Cameron van der Burgh Sun Ye     | 57"75 1'06"18   | 200 m  | Naoya Tomita Sun Ye           | 2'05"30 2'21"80 |
| Farfalla     |                                        |             |       |                                  |                 |        |                               |                 |
| 50 m         | Roland Schoeman Therese Alshammar      | 22"72 25"48 | 100 m | Kohei Kawamoto Therese Alshammar | 50"78 56"80     | 200 m  | Thiago Pereira Elaine Breeden | 1'56"21 2'05"33 |
| Misti        |                                        |             |       |                                  |                 |        |                               |                 |
| 100 m        | Darian Townsend Hinkelien Schreuder    | 53"27 59"80 | 200 m | Thiago Pereira Ye Shiwen         | 1'54"21 2'08"87 | 400 m  | Thiago Pereira Ye Shiwen      | 4'14"03 4'28"27 |

### Singapore
Fonte
| Gara         | Atleti                              | Perf.         | Gara  | Atleti                              | Perf.           | Gara   | Atleti                           | Perf.           |
| ------------ | ----------------------------------- | ------------- | ----- | ----------------------------------- | --------------- | ------ | -------------------------------- | --------------- |
| Stile libero |                                     |               |       |                                     |                 |        |                                  |                 |
| 50 m         | Steffen Deibler Hinkelien Schreuder | 21"41 23"98   | 200 m | Darian Townsend Zhang Jiaqi         | 1'44"30 1'56"95 | 800 m  | Jessica Pengelly                 | 8'30"22         |
| 100 m        | Kyle Richardson Kotuku Ngawati      | 47"40 53"55   | 400 m | Dominik Meichtry Melissa Ingram     | 3'44"32 4'05"91 | 1500 m | Lucas Kanieski                   | 14'45"65        |
| Dorso        |                                     |               |       |                                     |                 |        |                                  |                 |
| 50 m         | Peter Marshall Rachel Goh           | 23"57 26"64   | 100 m | Guilherme Guido Natalie Coughlin    | 51"16 57"78     | 200 m  | Arkadij Vjatčanin Melissa Ingram | 1'51"99 2'03"99 |
| Rana         |                                     |               |       |                                     |                 |        |                                  |                 |
| 50 m         | Cameron van der Burgh Jessica Hardy | 26"21 30"35   | 100 m | Cameron van der Burgh Jessica Hardy | 57"82 1'06"49   | 200 m  | Naoya Tomita Nanaka Tamura       | 2'05"43 2'22"74 |
| Farfalla     |                                     |               |       |                                     |                 |        |                                  |                 |
| 50 m         | Roland Schoeman Therese Alshammar   | 22"65 25"24   | 100 m | Steffen Deibler Therese Alshammar   | 50"92 56"32     | 200 m  | Thiago Pereira Elaine Breeden    | 1'53"90 2'05"44 |
| Misti        |                                     |               |       |                                     |                 |        |                                  |                 |
| 100 m        | Thiago Pereira Julia Smit           | 52"73 1'00"27 | 200 m | Thiago Pereira Julia Smit           | 1'53"45 2'08"14 | 400 m  | Thiago Pereira Julia Smit        | 4'02"82 4'28"72 |

### Tokyo
Fonte
| Gara         | Atleti                              | Perf.       | Gara  | Atleti                            | Perf.           | Gara   | Atleti                         | Perf.           |
| ------------ | ----------------------------------- | ----------- | ----- | --------------------------------- | --------------- | ------ | ------------------------------ | --------------- |
| Stile libero |                                     |             |       |                                   |                 |        |                                |                 |
| 50 m         | Kyle Richardson Hinkelien Schreuder | 21"42 24"09 | 200 m | Takeshi Matsuda Haruka Ueda       | 1'43"93 1'54"43 | 800 m  | Maiko Fujino                   | 8'26"24         |
| 100 m        | Kyle Richardson Marieke Guehrer     | 47"26 53"17 | 400 m | Sho Uchida Haruka Ueda            | 3'43"38 4'06"57 | 1500 m | Sho Uchida                     | 14'54"38        |
| Dorso        |                                     |             |       |                                   |                 |        |                                |                 |
| 50 m         | Junya Koga Aya Terakawa             | 23"58 26"66 | 100 m | Peter Marshall Aya Terakawa       | 50"94 56"90     | 200 m  | Ryōsuke Irie Aya Terakawa      | 1'50"58 2'03"62 |
| Rana         |                                     |             |       |                                   |                 |        |                                |                 |
| 50 m         | Roland Schoeman Jennie Johansson    | 26"42 30"47 | 100 m | Ryō Tateishi Jessica Hardy        | 57"43 1'05"85   | 200 m  | Naoya Tomita Rie Kanetō        | 2'03"18 2'20"83 |
| Farfalla     |                                     |             |       |                                   |                 |        |                                |                 |
| 50 m         | Roland Schoeman Therese Alshammar   | 22"56 25"27 | 100 m | Steffen Deibler Therese Alshammar | 50"43 56"12     | 200 m  | Takeshi Matsuda Elaine Breeden | 1'50"64 2'04"54 |
| Misti        |                                     |             |       |                                   |                 |        |                                |                 |
| 100 m        | Thiago Pereira Tomoko Hagiwara      | 52"84 59"94 | 200 m | Markus Rogan Julia Smit           | 1'53"85 2'08"05 | 400 m  | Thiago Pereira Julia Smit      | 4'04"03 4'27"70 |

### Berlino
Fonte
| Gara         | Atleti                              | Perf.       | Gara  | Atleti                               | Perf.           | Gara   | Atleti                            | Perf.           |
| ------------ | ----------------------------------- | ----------- | ----- | ------------------------------------ | --------------- | ------ | --------------------------------- | --------------- |
| Stile libero |                                     |             |       |                                      |                 |        |                                   |                 |
| 50 m         | Roland Schoeman Hinkelien Schreuder | 21"01 24"06 | 200 m | Paul Biedermann Femke Heemskerk      | 1'44"36 1'42"52 | 800 m  | Kristel Köbrich                   | 8'21"66         |
| 100 m        | Steffen Deibler Femke Heemskerk     | 46"69 51"96 | 400 m | Paul Biedermann Angie Bainbridge     | 3'42"31 4'02"82 | 1500 m | Job Kienhuis                      | 14'40"11        |
| Dorso        |                                     |             |       |                                      |                 |        |                                   |                 |
| 50 m         | Peter Marshall Belinda Hocking      | 23"44 26"99 | 100 m | Randall Bal Femke Heemskerk          | 51"34 57"72     | 200 m  | Arkadij Vjatčanin Belinda Hocking | 1'49"48 2'03"99 |
| Rana         |                                     |             |       |                                      |                 |        |                                   |                 |
| 50 m         | Roland Schoeman Julija Efimova      | 26"09 30"16 | 100 m | Stanislav Lakhtyukhov Julija Efimova | 58"47 1'5"54    | 200 m  | Grigorij Falko Sally Foster       | 2'06"73 2'20"82 |
| Farfalla     |                                     |             |       |                                      |                 |        |                                   |                 |
| 50 m         | Roland Schoeman Therese Alshammar   | 22"39 25"28 | 100 m | Evgenij Korotyškin Dana Vollmer      | 50"75 55"59     | 200 m  | Frederico Castro Elaine Breeden   | 1'53"65 2'05"38 |
| Misti        |                                     |             |       |                                      |                 |        |                                   |                 |
| 100 m        | Markus Deibler Hinkelien Schreuder  | 52"17 59"29 | 200 m | Thiago Pereira Julia Smit            | 1'52"81 2'07"64 | 400 m  | Thiago Pereira Julia Smit         | 4'02"83 4'29"09 |

### Mosca
Fonte
| Gara         | Atleti                              | Perf.         | Gara  | Atleti                               | Perf.           | Gara   | Atleti                                              | Perf.                       |
| ------------ | ----------------------------------- | ------------- | ----- | ------------------------------------ | --------------- | ------ | --------------------------------------------------- | --------------------------- |
| Stile libero |                                     |               |       |                                      |                 |        |                                                     |                             |
| 50 m         | Roland Schoeman Hinkelien Schreuder | 21"50 24"39   | 200 m | Danila Izotov Veronika Popova        | 1'42"77 1'55"25 | 800 m  | Elizaveta Gorshkova                                 | 8'29"42                     |
| 100 m        | Lyndon Ferns Jeanette Ottesen       | 47"46 53"63   | 400 m | Pál Joensen Elena Sokolova           | 3'45"56 4'07"44 | 1500 m | Pál Joensen                                         | 14'56"66                    |
| Dorso        |                                     |               |       |                                      |                 |        |                                                     |                             |
| 50 m         | Stanislav Donec Anastasija Zueva    | 23"75 27"20   | 100 m | Stanislav Donec Daryna Zevina        | 50"87 58"29     | 200 m  | Arkadij Vjatčanin Daryna Zevina                     | 1'51"44 2'05"50             |
| Rana         |                                     |               |       |                                      |                 |        |                                                     |                             |
| 50 m         | Roland Schoeman Julija Efimova      | 26"48 30"28   | 100 m | Stanislav Lakhtyukhov Julija Efimova | 58"92 1'06"50   | 200 m  | Maksim Schcherbakov Andrij Kovalenko Keiko Fukudome | \| 2'07"37 \| \| 2'23"37 \| |
| Farfalla     |                                     |               |       |                                      |                 |        |                                                     |                             |
| 50 m         | Nikita Konovalov Therese Alshammar  | 22"87 25"43   | 100 m | Evgenij Korotyškin Therese Alshammar | 50"99 57"09     | 200 m  | Paweł Korzeniowski Elaine Breeden                   | 1'53"91 2'06"36             |
| Misti        |                                     |               |       |                                      |                 |        |                                                     |                             |
| 100 m        | Thiago Pereira Hinkelien Schreuder  | 53"12 1'00"17 | 200 m | Thiago Pereira Julia Smit            | 1'54"26 2'08"56 | 400 m  | Thiago Pereira Julia Smit                           | 4'07"06 4'31"43             |
| 2'07"37      |                                     |               |       |                                      |                 |        |                                                     |                             |
| 2'23"37      |                                     |               |       |                                      |                 |        |                                                     |                             |

### Stoccolma
Fonte
| Gara         | Atleti                              | Perf.       | Gara  | Atleti                                 | Perf.           | Gara   | Atleti                              | Perf.           |
| ------------ | ----------------------------------- | ----------- | ----- | -------------------------------------- | --------------- | ------ | ----------------------------------- | --------------- |
| Stile libero |                                     |             |       |                                        |                 |        |                                     |                 |
| 50 m         | Roland Schoeman Hinkelien Schreuder | 21"30 23"91 | 200 m | Paul Biedermann Camille Muffat         | 1'43"03 1'53"74 | 800 m  | Lotte Friis                         | 8'20"66         |
| 100 m        | Stefan Nystrand Sarah Sjöström      | 47"07 53"13 | 400 m | Paul Biedermann Camille Muffat         | 3'41"27 4'01"18 | 1500 m | Sébastien Rouault                   | 14'34"94        |
| Dorso        |                                     |             |       |                                        |                 |        |                                     |                 |
| 50 m         | Peter Marshall Belinda Hocking      | 23"35 27"42 | 100 m | Peter Marshall Belinda Hocking         | 50"79 58"13     | 200 m  | Arkadij Vjatčanin Belinda Hocking   | 1'51"78 2'03"43 |
| Rana         |                                     |             |       |                                        |                 |        |                                     |                 |
| 50 m         | Roland Schoeman Jennie Johansson    | 26"34 30"10 | 100 m | Stanislav Lakhtyukhov Jennie Johansson | 58"79 1'05"64   | 200 m  | Anton Lobanov Rikke Møller Pedersen | 2'06"85 2'20"39 |
| Farfalla     |                                     |             |       |                                        |                 |        |                                     |                 |
| 50 m         | Roland Schoeman Therese Alshammar   | 22"49 25"30 | 100 m | Lars Frölander Therese Alshammar       | 51"26 55"53     | 200 m  | Daiya Seto Elaine Breeden           | 1'53"57 2'04"26 |
| Misti        |                                     |             |       |                                        |                 |        |                                     |                 |
| 100 m        | Sergej Fesikov Hinkelien Schreuder  | 53"81 59"70 | 200 m | Darian Townsend Julia Smit             | 1'54"47 2'07"17 | 400 m  | Thiago Pereira Julia Smit           | 4'04"62 4'28"59 |